# Karl Bruckner
Karl Bruckner (Bécs, 1906. január 9. –‎ Bécs, 1982. október 25.) osztrák író.

## Élete

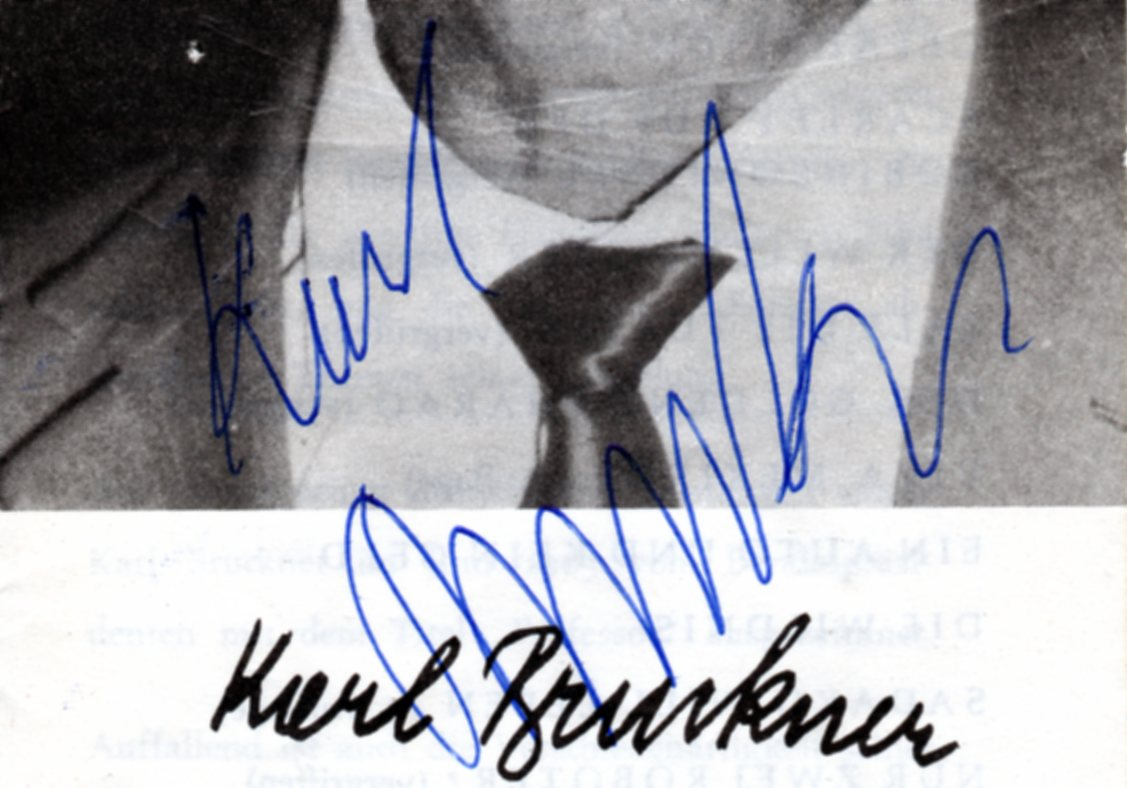
Karl Bruckner aláírása, 1971

Karl Bruckner egy nyomdász fiaként nőtt fel Bécs proletár külvárosában, Ottakringben. Felmenői fiákerkocsisok voltak. Bruckner öt osztályt végzett középiskolában, és autószerelői szakmát tanult. A két világháború közötti időszakban Brazíliába emigrált, de 1937 végén visszatért Bécsbe. Csak 1946-ban kezdett írni, és Ausztria egyik legsikeresebb nemzetközi gyermekkönyvírójává vált.
Gyerekként Bruckner saját bevallása szerint lelkes résztvevője volt a nagy futballmeccseken, rongylabdákkal, a szomszédos, egykori dísztéren. A szerző élénk gyermek- és ifjúsági könyveit a felelősségteljes és közösségtudatos emberek oktatásaként fogalmazta meg. Egyik legnagyobb sikere a több mint 130 000 példányban elkelt Die Spatzenelf (A Veréb FC) című könyv volt. A könyv tizenegy futballrajongó fiú egyszerű családból a közösségbe vezető útját és egy nagy futballklub ifjúsági csapata felett aratott meglepetésgyőzelmet ábrázolja. A könyvet először 1949-ben adta ki a kommunista Globus kiadó, és számtalan újranyomást látott az 1970-es évekig. Ma a klasszikus osztrák gyermekkönyvek egyikének tartják.
Karl Bruckner legnagyobb nemzetközi irodalmi sikere a Sadako will leben (Szadako élni akar) című műve volt, amely meghatóan ábrázolja Szaszaki Szadako japán lány sorsát, aki kisgyermekként túlélte a hirosimai atombombázást, de végül a sugárzás okozta leukémia áldozatává vált.

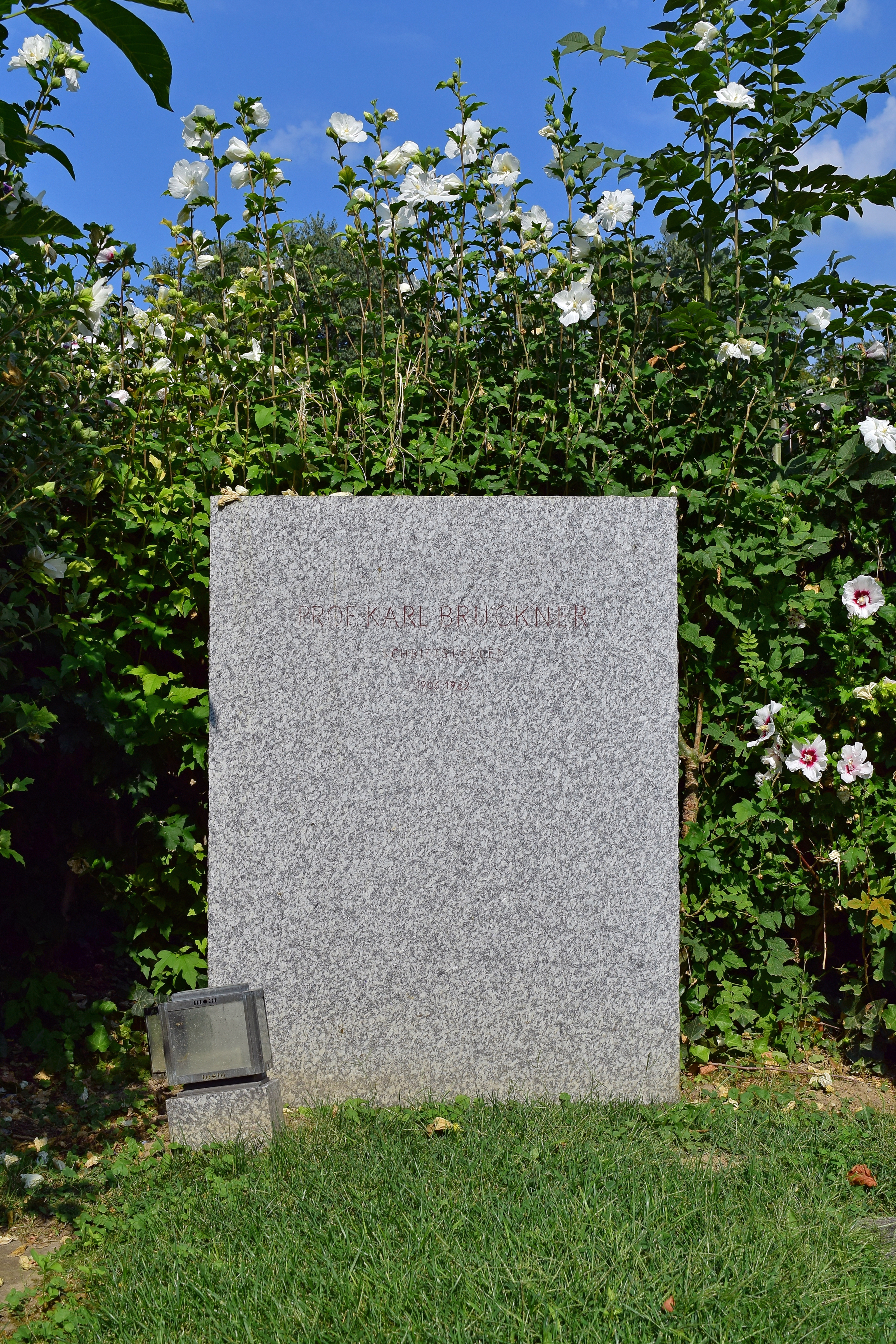
Bruckner díszsírja a bécsi központi temetőben

1963-ban Bruckner professzori címet kapott. Számos kitüntetésben részesült, és díszsírba temették el a bécsi központi temetőben (40. csoport, 151. szám).

## Díjak és kitüntetések
- 1954: Kinderbuchpreis der Stadt Wien, Giovanna und der Sumpf
- 1956: Österreichischer Staatspreis für Kinder- und Jugendliteratur, Die Strolche von Neapel
- 1957: Jugendbuchpreis der Stadt Wien, Der goldene Pharao
- 1961: Österreichischer Staatspreis für Kinder- und Jugendliteratur für Sadako will leben (1.Auflage)
- 1963: Adolf Schärf szövetségi elnök professzori címet adományozott neki.

## Művei
- Das wunderbare Leben. Ein Zukunftsroman aus dem Jahre 2443, Verlag A. Sexl, Wien 1948, 572537816 dokumentumai a Német Nemzeti Könyvtár (DNB) állományában.
- Der Diamant des Tobias Amberger, Österreichischer Bundesverlag, Wien 1949, 572537751 dokumentumai a Német Nemzeti Könyvtár (DNB) állományában.
- Die Spatzenelf, Verlag Neues Leben, Berlin 1949, 572537859 dokumentumai a Német Nemzeti Könyvtár (DNB) állományában.
- Pablo, der Indio, Globus-Verlag, Wien 1949, 572537832 dokumentumai a Német Nemzeti Könyvtár (DNB) állományában.
- Die große Elf, Waldheim-Eberle, Wien 1951, 57253776X dokumentumai a Német Nemzeti Könyvtár (DNB) állományában.
- Mein Bruder Ahual, Waldheim-Eberle, Wien 1952, 572537743 dokumentumai a Német Nemzeti Könyvtár (DNB) állományában (späterer Titel: Heiße Erde, Domino Verlag, München 1965, 572537786 dokumentumai a Német Nemzeti Könyvtár (DNB) állományában)
- Die Wildspur, Schönbrunn Verlag, Wien 1952, 572537905 dokumentumai a Német Nemzeti Könyvtár (DNB) állományában.
- Der Häuptling und seine Freunde, Waldheim-Eberle, Wien 1952, 572537808 dokumentumai a Német Nemzeti Könyvtár (DNB) állományában.
- Olympiade der Lausbuben, Kremayr & Scheriau, Wien 1953, 450644448 dokumentumai a Német Nemzeti Könyvtár (DNB) állományában.
- Giovanna und der Sumpf, Verlag Jungbrunnen, Wien 1953, 572537794 dokumentumai a Német Nemzeti Könyvtár (DNB) állományában.
- Scarley wird gefährlich, Kremayr & Scheriau, Wien 1954, 450644529 dokumentumai a Német Nemzeti Könyvtár (DNB) állományában.
- Scarley auf der Robinsoninsel, Buchgemeinschaft Jung-Donauland, Wien 1955, 456205918 dokumentumai a Német Nemzeti Könyvtár (DNB) állományában.
- Die Strolche von Neapel, Benziger, Einsiedeln; Zürich; Köln 1955, 450644553 dokumentumai a Német Nemzeti Könyvtár (DNB) állományában.
- Der Weltmeister, Verlag Jugend & Volk, Wien 1956, 450644626 dokumentumai a Német Nemzeti Könyvtár (DNB) állományában.
- Der goldene Pharao, Verlag Jugend & Volk, Wien 1957, 450644472 dokumentumai a Német Nemzeti Könyvtár (DNB) állományában.
- Lale, die Türkin, Verlag Jugend & Volk, Wien 1958, 450644405 dokumentumai a Német Nemzeti Könyvtár (DNB) állományában.
- Viva Mexiko, Verlag Jugend & Volk, Wien 1959, 450644596 dokumentumai a Német Nemzeti Könyvtár (DNB) állományában.
- Ein Auto und kein Geld, Benziger, Einsiedeln; Zürich; Köln 1960, 450644359 dokumentumai a Német Nemzeti Könyvtár (DNB) állományában.
- Giovanna, Benziger, Einsiedeln; Zürich; Köln 1960, 450644375 dokumentumai a Német Nemzeti Könyvtár (DNB) állományában.
- Sadako will leben, Verlag Jugend & Volk, Wien 1961, 450644502 dokumentumai a Német Nemzeti Könyvtár (DNB) állományában.  (Buch über Sadako Sasaki)
- Nur zwei Roboter?, Verlag Jugend & Volk, Wien 1963, 450644421 dokumentumai a Német Nemzeti Könyvtár (DNB) állományában.
- In diesen Jahren. Wien 1945-1965, Verlag Jugend & Volk, Wien 1965, 450644391 dokumentumai a Német Nemzeti Könyvtár (DNB) állományában.
- Der Zauberring, Hirundo Verlag, München 1966, 456205942 dokumentumai a Német Nemzeti Könyvtár (DNB) állományában.
- Mann ohne Waffen, Verlag Jugend & Volk, Wien 1967, 456205861 dokumentumai a Német Nemzeti Könyvtár (DNB) állományában. (későbbi cím: Passagier in Ketten, Engelbert, Balve i. Westf. 1977, ISBN 3-536-00433-4)
- Yossi und Assad, Verlag Jugend & Volk, Wien 1971, ISBN 3-7141-1436-X.
- Der Sieger, Verlag Jugend & Volk, Wien 1973, ISBN 3-7141-1393-2.
- Tuan im Feuer, Verlag Jugend & Volk, Wien 1977, ISBN 3-7141-1323-1.

## Magyarul megjelent
- Pablo, az indián (Pablo, der Indio) – Athenaeum, Budapest, 1949  · Fordította:  · Illusztrálta: Máday Gréte
- A Veréb FC (Die Spatzenelf) – Móra, Budapest, 1959 · Fordította: Mándy Stefánia · Illusztrálta: Benkő Sándor
  - – Futball '93, Budapest, 2002 · ISBN 9632046714 · Fordította: Beck Marianna
- Szadako élni akar (Sadako will leben) – Móra, Budapest, 1967 · Fordította: Gergely Erzsébet · Illusztrálta: Szász Endre
  - – Móra, Budapest, 1984 · ISBN 9631137988

## Fordítás
- Ez a szócikk részben vagy egészben  a   Karl Bruckner című német Wikipédia-szócikk ezen változatának fordításán alapul.  Az eredeti cikk szerkesztőit annak laptörténete sorolja fel. Ez a jelzés csupán a megfogalmazás eredetét és a szerzői jogokat jelzi, nem szolgál a cikkben szereplő információk forrásmegjelöléseként.